# Presqu'île de la Caravelle
Presqu'île de la Caravelle är en halvö i Martinique. Den ligger i den nordöstra delen av Martinique, 24 km nordost om huvudstaden Fort-de-France. 